# Francesco Cennini de' Salamandri
Francesco Cennini de' Salamandri (Sarteano, 21 novembre 1566 – Roma, 2 ottobre 1645) è stato un cardinale italiano.

## Biografia

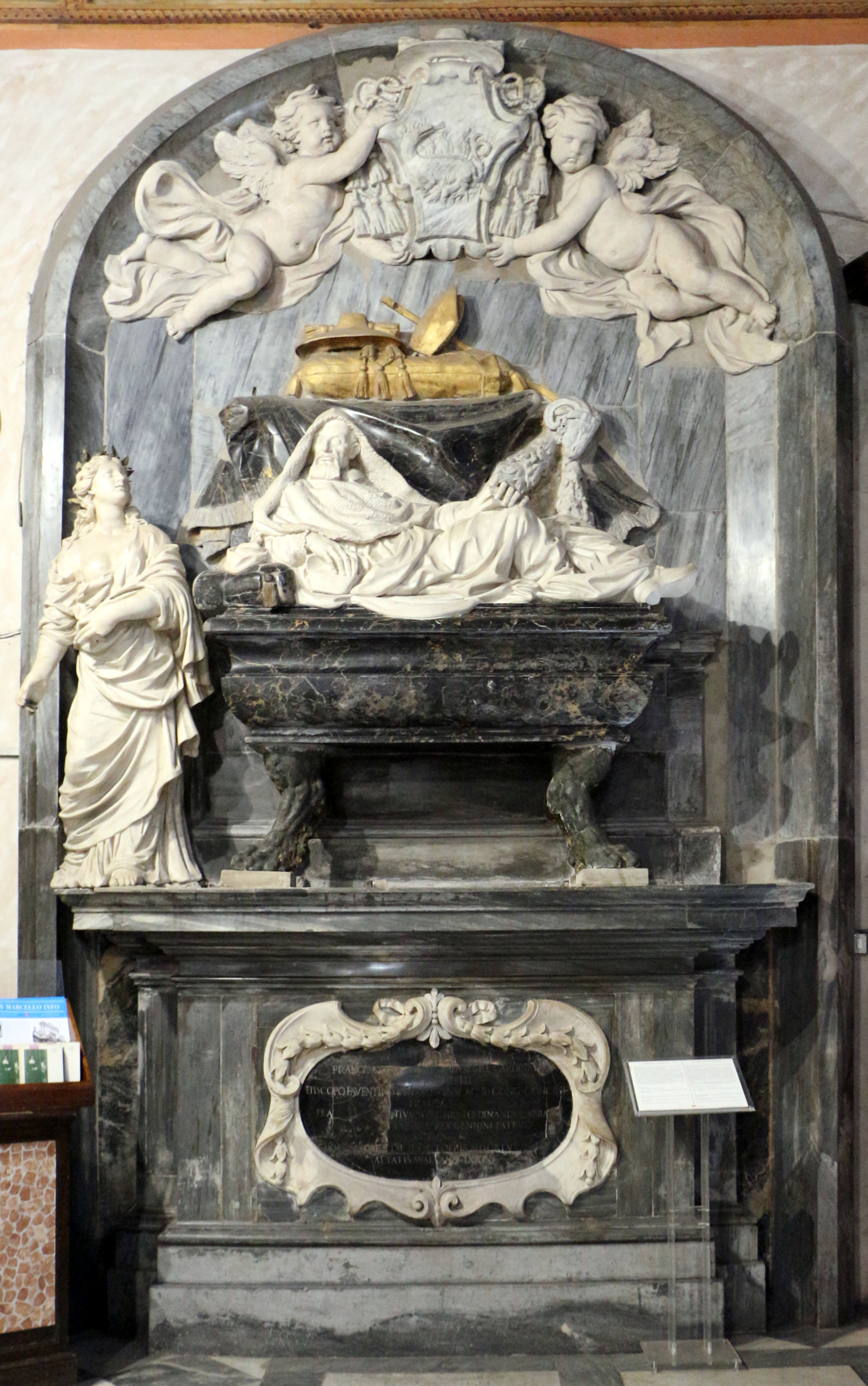
Monumento funebre del cardinale Cennini, opera di Giovanni Francesco Rossi, presso la Chiesa di San Marcello al Corso a Roma

Era il figlio di Curzio Cennini de' Salamandri e da Iacoma Franceschi. 
Della nobile famiglia dei marchesi di Castiglioncello del Trinoro, si laureò in utroque iure nello Studio di Siena e si trasferì a Roma, dove entrò al servizio del cardinale Scipione Caffarelli-Borghese, nipote di papa Paolo V.
Nel 1612 venne eletto vescovo di Amelia, ma non risiedette mai nella sua diocesi a causa dei suoi numerosi impegni presso la Curia Romana; inviato presso la corte di Spagna come nunzio apostolico nel 1618, venne nominato patriarca titolare di Gerusalemme, mantenendo comunque il suo vecchio titolo.
Nel concistoro dell'11 gennaio 1621, papa Paolo V lo creò cardinale prete con il titolo di San Marcello e l'anno seguente lo nominò legato pontificio a Ravenna, trasferendolo alla diocesi di Faenza il 2 ottobre 1623. Passò all'ordine dei vescovi nel 1641 e gli venne assegnata la sede suburbicaria di Sabina (nel 1645 quella di Porto e Santa Rufina): fu prefetto della Sacra Congregazione del Concilio (1644-1645).

## Conclavi
Durante il suo cardinalato Francesco Cennini partecipò ai seguenti conclavi:
- conclave del 1623, che elesse papa Urbano VIII
- conclave del 1644, che elesse papa Innocenzo X
- Non prese parte al conclave del 1621, che elesse papa Gregorio XV

## Genealogia episcopale
La genealogia episcopale è:
- Arcivescovo Filippo Archinto
- Papa Pio IV
- Cardinale Giovanni Antonio Serbelloni
- Cardinale Carlo Borromeo
- Cardinale Gabriele Paleotti
- Cardinale Ludovico de Torres
- Cardinale Giovanni Garzia Mellini
- Cardinale Francesco Cennini de' Salamandri